# Old MacDonald Had a Farm
«Old MacDonald Had a Farm» — детская песня о фермере по фамилии Макдональд и различных животных, которые живут у него на ферме. В каждом куплете упоминается новое животное и звучит издаваемый этим животным звук. Во многих версиях в каждом куплете издаёт звуки не одно животное, а суммируются звуки всех упомянутых ранее. Песня «Old MacDonald Had a Farm» включена в Индекс народных песен Роуда под номером 745.

## Ранние версии
В нотной книге 1917 года Tommy’s Tunes, являющей собой сборник песен времён Первой мировой войны, есть песня «Огайо (Old Macdougal Had a Farm)» с очень похожим текстом, но немного другими именем фермера и припевом:
Old Macdougal had a farm in Ohio-i-o,
And on that farm he had some dogs in Ohio-i-o,
With a bow-wow here, and a bow-wow there,
Here a bow, there a wow, everywhere a bow-wow.
Онлайновая база данных «Traditional Ballad Index» считает эту песню из Tommy’s Tunes самой ранней известной версией «Old Macdonald Had a Farm».